# Eugen Luca
Eugen Luca (n. Jean Leibovici; n. 21 iunie, 1923, Iași, România – d. 13 iulie 1997, Haifa, Israel) a fost scriitor, critic literar, eseist și jurnalist.

## Biografie
A absolvit Facultatea de Literatură Română, Franceză și Estetică la Universitatea din Iași. Încă din tinerețe a început să publice în presa locală. În anul 1949 s-a mutat la București. Cu timpul, a devenit redactor șef la revista literară Contemporanul. În afara articolului săptămânal pe care îl publică în Contemporanul, în același timp, a publicat sute de articole și eseuri în toată presa literară română (Viața românească, Gazeta literară, România Liberă și multe altele). În paralel, a publicat cinci cărți printre care: Poezia lui Marcel Breslașu (E.S.P.L.A., 1959), Sadoveanu sau elogiul rațiunii (Editura Minerva, 1972), Demers critic.
Pe 3 februarie 1976 a emigrat în Israel împreună cu soția sa, doctor Tamara Luca (fostă Rabotnic), medic ortoped la Spitalul „Grigore Alexandrescu” din București, și cu unica lor fiică, Roxana Gena Luca, atunci elevă la Liceul Francez (nr. 36) din București. În Israel, Eugen Luca și-a continuat activitatea literară ca scriitor, jurnalist și critic literar. A colaborat în mod permanent la Viața noastră, Ultima Oră, Minimum, Secolul 20 și a fost redactor șef al revistei Izvoare. A continuat să publice încă două cărți: cartea de eseuri Aproximații (1982) și romanul autobiografic Pogrom - 29 iunie 1941 (1989).
A primit câteva premii literare printre care Premiul Sion (1990) și Premiul Izvoare (1993).
A lansat două romane neterminate: unul neintitulat, în care oferă o interpretare nouă a operei lui Bashevis Singer și un roman intitulat Sâmbăta lui Ilie, a cărui acțiune se petrece în Iași.
A decedat pe 13 iulie 1997, la Haifa, în Israel, unde locuia împreună cu soția sa (decedată ulterior, pe 6 august 2006) și aproape de fiica lor, Roxana Reichman, profesoară universitară în domeniul pedagogiei, căsătorită cu inginerul Yossi Reichman, părinți a trei copii.
1. 1 2   https://www.mediafax.ro/cultura-media/semnificatii-istorice-pentru-21-iunie-4585589 Lipsește sau este vid: |title= (ajutor)